# Parafia Podwyższenia Krzyża Świętego w Grzęsce
Parafia Podwyższenia Krzyża Świętego w Grzęsce – parafia rzymskokatolicka, znajdująca się w archidiecezji przemyskiej, w dekanacie Przeworsk I. 

## Historia
W 1980 roku w Grzęsce podjęto decyzję o budowie własnego kościoła. W latach 1982–1984 zbudowano murowany kościół, według projektu arch. inż. Józefa Olecha. 
15 czerwca 1983 roku została erygowana parafia, z wydzielonego terytorium parafii Przeworsk-Fara. 15 września 1984 roku kościół został poświęcony przez bpa Ignacego Tokarczuka, pw. Podwyższenia Krzyża Świętego. 15 września 2008 roku odbyła się konsekracja kościoła, której dokonał abp Józef Michalik.
Na terenie parafii jest 1 376 wiernych.
Proboszczowie parafii:
1983–2020. ks. prał. Stanisław Ozga.
2020– ks. Kazimierz Jurczak.